# Mariolina Padula
Mariarosaria (Mariolina) Padula ( – 29 de setembro de 2012) foi uma física-matemática italiana, especializada em dinâmica dos fluidos, incluindo problemas de fronteira livre e escoamento compressível com viscosidade. Foi professora de física matemática na Universidade de Ferrara, conhecida por revitalizar e liderar a revista matemática da universidade, Annali dell’Università di Ferrara, e forjá-la em uma revista internacionalmente conhecida.

## Formação e carreira
Padula estudou matemática na Universidade de Nápoles Federico II, e publicou seus primeiros trabalhos em física matemática em 1973. Foi aluna de Salvatore Rionero.
Continuou na Universidade de Nápoles como assistente e professora associada até 1994, quando obteve uma cátedra na Universidade de Basilicata. Em 1995 foi para o departamento de matemática e ciência da computação da Universidade de Ferrara, onde permaneceu pelo resto de sua carreira.

## Livro
Autora de uma monografia sobre sua especialidade de pesquisa, Asymptotic stability of steady compressible fluids (Lecture Notes in Mathematics 2024, Springer, 2011).

## Reconhecimento
Um simpósio sobre dinâmica dos fluidos matemática em homenagem a Padula foi realizado na Universidade de Ferrara em 2014. No mesmo ano uma edição especial do Annali dell’Università di Ferrara foi publicada em sua memória.

## Vida privada
Padula casou-se com um aluno de Rionero, Giovanni Paolo Galdi; eles mais tarde se separaram. Mãe de Giovanbattista Galdi, professor de linguística na Universidade de Ghent.